# Antonnis Rogiersz. Uten Broec
Anton(n)is Rogiersz. Uten Broec (onbekend - Utrecht, 1468/1469) was een boekverluchter die rond 1465 actief was in de Zuidelijke en Noordelijke Nederlanden/Utrecht. Hij is begraven in 1468 of 1469 in de Utrechtse Buurkerk.
Uit het oeuvre van Antonnis Rogiersz. Uten Broec zijn meerdere verluchte handschriften vandaag de dag bekend. In twee Zuid-Nederlandse werken staat zijn naam vermeld in de miniaturen. In het verleden werden anonieme verluchtingen uit Noord-Nederlandse werken toegeschreven aan een kunstenaar die de noodnaam de Meester van de Bostonse Stad Gods kreeg. Stilistisch lijken deze verluchtingen uit de Zuid-Nederlandse en Noord-Nederlandse werken sterk op elkaar. Na archiefonderzoek bleek dat er in dezelfde tijd ook een Antonnis Rogiersz. Uten Broec in Utrecht woonde. Deze Utrechtse Antonnis, wiens familie vermoedelijk werkzaam was in Utrecht, was waarschijnlijk dezelfde Antonnis die zijn naam achterliet in de miniaturen van de Zuid-Nederlandse werken. Vermoedelijk heeft de in Utrecht geboren Antonnis tot ongeveer 1460 in de Zuidelijke Nederlanden gewerkt en daarna tot zijn dood in de Noordelijke Nederlanden. De Noord-Nederlandse werken van de Meester van de Bostonse Stad Gods worden inmiddels ook geheel of gedeeltelijk toegeschreven aan Antonnis Rogiersz. Uten Broec.
Antonnis Rogiersz. Uten Broec was werkzaam in een eeuw dat de boekverluchting in de stad Utrecht tot een hoogtepunt kwam. Hij wordt tot de laatste meesters van de Utrechtse boekverluchting gerekend.

## Enkele toegeschreven werken
- Stad Gods van Augustinus, 1466, Boston, Public Library, f. Med. 10
- Getijdenboek, ca. 1470, Den Haag, Koninklijke Bibliotheek, 131 G 4
- Getijdenboek, ca. 1450, Utrecht, Universiteitsbibliotheek, Hs. 5 J 27